# Evelyn Korn
Evelyn Korn  (* 31. Juli 1969) ist eine deutsche Ökonomin.

## Leben
Sie studierte Mathematik an der TU Dortmund (1994 Diplom). Dann war sie wissenschaftliche Mitarbeiterin am Lehrstuhl Mikroökonomie in Dortmund. Nach der Promotion in Volkswirtschaftslehre mit einer Arbeit zur Familienökonomie im Jahr 1999 war sie bis 2004 wissenschaftliche Assistentin am Lehrstuhl Controlling der Eberhard-Karls-Universität Tübingen, wo sie sich 2004 mit einer Arbeit zur Unternehmenspublizität habilitierte (Venia Legendi für das Fach Betriebswirtschaftslehre). Seit 2004 lehrt sie als Professorin für Volkswirtschaftslehre, insbesondere Mikroökonomie der Philipps-Universität Marburg. Seit 2016 ist sie Vizepräsidentin für Studium und Lehre an der Universität Marburg. Seit 2020 ist sie nebenberuflich Vorstand Wissenschaft der Stiftung Innovation in der Hochschullehre.

## Schriften (Auswahl)
- mit Lena Edlund: An economic theory of prostitution. Tübingen 2000, OCLC 76307729.
- mit Anna Klabunde: Parasites and raven mothers. A German-Japanese comparison on (lone) motherhood. Bochum 2010.
- mit Matthias Wrede: The effect of long-term-care subsidies on femalelabor supply and fertility. München 2012.
- als Herausgeberin mit Sabine Föllinger: Von besten und zweitbesten Regeln. Platonische und aktuelle Perspektiven auf individuelles und staatliches Wohlergehen. Wiesbaden 2019, ISBN 978-3-447-11276-5.